# Gágyor József
Gágyor József (Ipolynyék, 1941. március 15. – 2022. december 4.) pedagógus, néprajzi gyűjtő, helytörténész.

## Életpályája
1958-ban érettségizett Ipolyságon. 1960-ban a pozsonyi Felsőfokú Pedagógiai Iskolán alapiskolai tanári oklevelet szerzett. 9 évet Tallóson, majd 3 évet Diószegen tanított, igazgatóhelyettesként. 1972-1992 között a tallósi kisegítő iskola, majd 1992-2003 között a hidaskürti alapiskola igazgatója volt. Nyugdíjba vonulása után 1-1 évet Hidaskürtön, illetve a Diószegi Gépészeti Magánszakközépiskolában tanított, majd még 3 évet a Tallósi Alapiskolában.
Elsősorban népi mondókák és gyermekjátékok gyűjtésével, valamint helytörténeti kutatásokkal és nyelvjárásgyűjtéssel foglalkozott.

## Elismerései
- 2006 A Szlovák Köztársaság Ezüstplakettje[2]
- 2007 Felvidéki Magyar Pedagógus Díj[3]
- 2011 Patria-díj[4]
- 2014 Csemadok Életműdíj

## Művei
- 1982 Megy a gyűrű vándorútra. Gyermekjátékok és mondókák 1–2.
- Bobog a szívem. Egy kisfiú anyanyelvi albuma; Lilium Aurum, Dunaszerdahely, 1996
- 1998 Emlékül. Emlékversek a Galántai járásban
- 1999 Kislibáim, gyertek haza! Népi mondókák és gyermekjátékok
- 2001 Szeret? Nem szeret? Jóslókönyv gyerekeknek
- 2002 Játékos állatkert. Állatok a népi mondókákban és gyermekjátékokban
- 2003 Csúfondáros könyv. Mátyusföldi népi csúfolók
- 2003–2004 Tallósi szótár I–II.
- Játékos növényvilág. Növények, virágok és gyümölcsök a népi mondókákban és gyermekjátékokban; Lilium Aurum, Dunaszerdahely, 2005
- Édes kincsem, kis virágom. Édesanyák könyve. Játékok ölbeli gyermekkel; Lilium Aurum, Dunaszerdahely, 2006
- Mátyusföldi rózsák és bogáncsok. Szólások, közmondások és nyelvi fordulatok a tallósi nép ajkán 1-5.; Madách-Posonium, Pozsony, 2007–2011
- Szamarat fogtam kötél nélkül. Beugratók és tréfás rászedések; Lilium Aurum, Dunaszerdahely, 2008
- Látjátok, feleim. Versek. 1959–2011; Lilium Aurum, Dunaszerdahely, 2011